# عصب فكي علوي
العصب الفكي العلوي (بالإنجليزية: Maxillary nerve)‏ هو أحد ثلاثة فروع للعصب القحفي الخامس (العصب ثلاثي التوائم) وهو عصب حسي.
وهو يدخل القحف  عبر الثقبة المدورة.